# Leucanitis
Leucanitis là một chi bướm đêm thuộc họ Noctuidae.